# Eight symbols for floating with
Eight symbols for floating with is een studioalbum van Mooch. Het werd opgenomen na het album In search of the acid metal grille, dat een bescheiden succesje was. Eight symbols verscheen pas veel later als cd-r, want na het kleine succes verdween de band weer in de obscuriteit. Van het totale werk is wel een opvoering bekend in Exeter tijdens een multimedia-gebeurtenis.

## Musici
- Stephen Palmer – toetsinstrumenten,
- Pete Wyer – gitaar

## Muziek
| Nr. | Titel                              | Duur  |
| --- | ---------------------------------- | ----- |
| 1.  | Symbols 1-3                        | 15:44 |
| 2.  | Symbols 4-7                        | 19:39 |
| 3.  | Symbols 8                          | 14:22 |
| 4.  | Solid state symphony (losse track) | 4:29  |